# Constance Cummings
Constance Cummings, pseudonimo di Constance Halverstadt (Seattle, 15 maggio 1910 – Oxfordshire, 23 novembre 2005), è stata un'attrice statunitense.

## Biografia
Figlia del soprano Kate Logan e dell'avvocato Dallas Vernon Halverstadt, Constance Cummings iniziò la sua carriera di attrice sul palcoscenico, debuttando a Broadway nel 1926, all'età di sedici anni, nella commedia Treasure Girl. Il produttore Samuel Goldwyn la vide recitare e nel 1931 la portò a Hollywood, dove la giovane attrice apparve in diversi film, tra i quali il drammatico Codice penale di Howard Hawks. Bionda, attraente e con un modo di parlare quieto e pacato, si trovò egualmente a suo agio nella commedia e nel dramma.
Dopo aver interpretato cinque film nel corso del 1931, l'anno successivo la Cummings si affermò definitivamente, con importanti ruoli nell'horror Behind the Mask, accanto a Boris Karloff, nel dramma giudiziario L'accusa di Irving Cummings, nelle commedie La follia della metropoli, diretta da Frank Capra, Follie del cinema, in cui fu l'oggetto delle pene d'amore del grande comico Harold Lloyd, Night After Night, nel quale interpretò Miss Jerry Healy, una volitiva e indipendente ragazza dell'alta società newyorkese nell'epoca del Proibizionismo, accanto a Mae West e George Raft, e Una notte d'oblio (1935), per la regia di James Whale.
Alla metà degli anni trenta, per partecipare a uno spettacolo teatrale, si trasferì in Inghilterra, dove proseguì la carriera cinematografica in film quali Gli avventurieri di Londra (1936) e la commedia poliziesca Tragica luna di miele (1940), nel quale fece coppia con Robert Montgomery. I suoi film di maggior successo del periodo risalgono all'inizio degli anni quaranta, Audace avventura (1942), pellicola di propaganda sulle vicende di un militare inglese che deve rientrare in possesso di materiale bellico, riportandolo in patria dalla Francia, e la commedia Spirito allegro (1945), tratta dall'omonima pièce di Noël Coward, in cui l'attrice recitò accanto a Rex Harrison.
Successivamente l'attrice diradò progressivamente l'attività sul grande schermo, per dedicarsi con maggior frequenza alla televisione e, in particolare, al teatro, dove fece una brillante carriera. Fu protagonista al Royal National Theatre nella pièce Long Day's Journey into Night, nella quale interpretò il ruolo di Mary Tyrone accanto a Laurence Olivier, ruolo che avrebbe poi ripreso anni più tardi in una versione televisiva del lavoro di Eugene O'Neill. Nel 1979 conquistò un Tony Award come miglior attrice per la sua interpretazione del personaggio di Emily Stilson nel dramma Wings di Arthur Kopit.
Sporadiche le sue apparizioni cinematografiche dagli anni cinquanta in poi. Da ricordare la partecipazione ai film L'amante misteriosa (1956) di Joseph Losey, al fianco di Richard Basehart, La battaglia dei sessi (1960) e Amori proibiti (1963). Vedova dal 1973 del commediografo e produttore Benn W. Levy (che aveva sposato nel 1933), lavorò ancora in alcuni episodi di serie televisive e nel film per tv Agatha Christie: Caccia al delitto, girato nel 1986, anno in cui si ritirò dalle scene.
Morì il 23 novembre 2005, all'età di 95 anni, per cause naturali.

## Filmografia

### Cinema
- Codice penale (The Criminal Code), regia di Howard Hawks (1930)
- The Last Parade, regia di Erle C. Kenton (1931)
- Lover Come Back, regia di Erle C. Kenton (1931)
- Traveling Husbands, regia di Paul Sloane (1931)
- The Guilty Generation, regia di Rowland V. Lee (1931)
- Behind the Mask, regia di John Francis Dillon (1932)
- The Big Timer, regia di Edward Buzzell (1932)
- L'accusa (Attorney for the Defense), regia di Irving Cummings (1932)
- La follia della metropoli (American Madness), regia di Frank Capra e (non accreditati) Allan Dwan e Roy William Neill (1932)
- Follie del cinema (Movie Crazy), regia di Clyde Bruckman e, non accreditato, Harold Lloyd (1932)
- The Last Man, regia di Howard Higgin (1932)
- Washington Merry-Go-Round, regia di James Cruze (1932)
- Night After Night, regia di Archie Mayo (1932)
- Lo scandalo dei miliardi (Billion Dollar Scandal), regia di Harry Joe Brown (1933)
- The Mind Reader, regia di Roy Del Ruth (1933)
- Heads We Go, regia di Monty Banks (1933)
- Channel Crossing, regia di Milton Rosmer (1933)
- Broadway Thru a Keyhole, regia di Lowell Sherman (1933)
- Distruzione (Looking for Trouble), regia di William A. Wellman (1934)
- Scandalo (Glamour), regia di William Wyler (1934)
- This Man Is Mine, regia di John Cromwell (1934)
- Una notte d'oblio (Remember Last Night?), regia di James Whale (1935)
- Gli avventurieri di Londra (Seven Sinners), regia di Albert de Courville (1936)
- Strangers on Honeymoon, regia di Albert de Courville (1936)
- Cyrano de Bergerac (1938) – film tv
- Tragica luna di miele (Busman's Honeymoon), regia di Arthur B. Woods e, non accreditato, Richard Thorpe (1940)
- This England, regia di David MacDonald (1941)
- Audace avventura (The Foreman Went to France), regia di Charles Frend (1942)
- Spirito allegro (Blithe Spirit), regia di David Lean (1942)
- Into the Blue, regia di Herbert Wilcox (1950)
- Three's Company, regia di Terence Fisher, Charles Saunders (1954)
- John and Julie, regia di William Fairchild (1955)
- L'amante misteriosa (The Intimate Stranger), regia di Joseph Losey (1956)
- La battaglia dei sessi (The Battle of the Sexes), regia di Charles Crichton (1959)
- Amori proibiti (In the Cool of the Day), regia di Robert Stevens (1963)
- Sammy va al sud (Sammy Going South), regia di Alexander Mackendrick (1963)

### Televisione
- Lux Video Theatre – serie TV, 1 episodio (1952)
- Douglas Fairbanks Jr. Presents – serie TV, 1 episodio (1953)
- BBC Sunday-Night Theatre – serie TV, 2 episodi (1951-1956)
- Screen Directors Playhouse – serie TV, episodio 1x33 (1956)
- Schlitz Playhouse of Stars – serie TV, 1 episodio (1957)
- ITV Play of the Week – serie TV, 1 episodio (1959)
- ITV Television Playhouse – serie TV, 1 episodio (1959)
- BBC Sunday-Night Play – serie TV, 1 episodio (1962)
- Armchair Theatre – serie TV, 2 episodi (1959-1963)
- ITV Playhouse – serie TV, 2 episodi (1968)
- Menace – serie TV, 1 episodio (1970)
- ITV Saturday Night Theatre – serie TV, 1 episodio (1973)
- Away from It All – serie TV, 1 episodio (1973)
- American Playhouse – serie TV, 1 episodio (1983)
- Jemima Shore Investigate – serie TV, 1 episodio (1983)
- Love Song, regia di Rodney Bennett – film TV (1985)
- Agatha Christie: Caccia al delitto (Dead Man's Folly), regia di Clive Donner – film TV (1986)
- The Understanting, regia di David Cunliffe – film TV (1986)